# スパイラル (GARNET CROWの曲)
『スパイラル』は、GARNET CROWの11枚目のシングル。2002年8月14日に発売された。

## 解説
前作「夢みたあとで」に続き、トップ10入りを果たした。ライブで盛り上がる曲として定番となっていた。

## 収録曲
1. スパイラル
  - 作詞：AZUKI七 / 作曲：中村由利 / 編曲：古井弘人

フジテレビ系『感動ファクトリー すぽると!』テーマソング[1]
制作上の意図により、最後まで歌詞が読まれないまま終わってしまう。（付属の歌詞カードにはその旨が記述されている）
シングルに収録されている音源と、『感動ファクトリー すぽると!』で使用された音源では、ボーカルが若干異なっている。後者については、ベストアルバム『Best』に収録されている。
この曲でテレビ朝日系『ミュージックステーション』に2度目の出演をした他、年末に行われた同番組のスペシャル版『ミュージックステーションスーパーライブ』に初出演した。
2. 夕立の庭
  - 作詞：AZUKI七 / 作曲：中村由利 / 編曲：古井弘人

ベストアルバム『GOODBYE LONELY 〜Bside collection〜』発売前に行なわれたカップリング曲のファン投票で3位となっている。
3. Naked Story -raze mix-
2ndアルバム『SPARKLE 〜筋書き通りのスカイブルー〜』収録曲のリミックス。AKIRAによるリミックスバージョン。
4. スパイラル -instrumental-

## 収録アルバム
スパイラル
- GIZA studio Masterpiece BLEND 2002
- Crystallize 〜君という光〜
- Best
- THE BEST History of GARNET CROW at the crest...
- THE ONE 〜ALL SINGLES BEST〜

夕立の庭
- THE BEST History of GARNET CROW at the crest...（初回限定盤のみ）
- GOODBYE LONELY 〜Bside collection〜

Naked Story -raze mix-
- Cool City Production Vol.8 GARNET CROW REMIXES